# Яворський Бескид
Яворський Бескид (Javorský Beskyd) — гірський масив в Словаччині; геоморфологічна підодиниця масиву Кисуцькі Бескиди.. Найвища точка — Скалянка (866 метрів). Місце розташування — Жилінський край.